# ISO 3166-2:US

Carte représentative.

ISO 3166-2 données pour les États-Unis d'Amérique
(depuis en:ISO 3166-2:US)

## États
```
US-AK 
Alaska

US-AL 
Alabama

US-AZ 
Arizona

US-AR 
Arkansas

US-CA 
Californie
           
California

US-CO 
Colorado

US-CT 
Connecticut

US-DE 
Delaware

US-FL 
Floride
              
Florida

US-GA 
Géorgie
              
Georgia

US-HI 
Hawaï
                
Hawaii

US-ID 
Idaho

US-IL 
Illinois

US-IN 
Indiana

US-IA 
Iowa

US-KS 
Kansas

US-KY 
Kentucky

US-LA 
Louisiane
            
Louisiana

US-ME 
Maine

US-MD 
Maryland

US-MA 
Massachusetts

US-MI 
Michigan

US-MN 
Minnesota

US-MS 
Mississippi

US-MO 
Missouri

US-MT 
Montana

US-NE 
Nebraska

US-NV 
Nevada

US-NH 
New Hampshire

US-NJ 
New Jersey

US-NM 
Nouveau-Mexique
      
New Mexico

US-NY 
New York

US-NC 
Caroline du Nord
     
North Carolina

US-ND 
Dakota du Nord
       
North Dakota

US-OH 
Ohio

US-OK 
Oklahoma

US-OR 
Oregon

US-PA 
Pennsylvanie
         
Pennsylvania

US-RI 
Rhode Island

US-SC 
Caroline du Sud
      
South Carolina

US-SD 
Dakota du Sud
        
South Dakota

US-TN 
Tennessee

US-TX 
Texas

US-UT 
Utah

US-VT 
Vermont

US-VA 
Virginie
             
Virginia

US-WA 
Washington

US-WV 
Virginie-Occidentale
 
West Virginia

US-WI 
Wisconsin

US-WY 
Wyoming
```

## Régions administratives associées
```
US-DC 
District de Columbia
                   
District of Columbia

US-AS 
Samoa américaines
                      
American Samoa
              
(voir également 
ISO 3166-2:AS
)

US-GU 
Guam
                                                               
(voir également 
ISO 3166-2:GU
)

US-MP 
Îles Mariannes du Nord
                 
Northern Mariana Islands
    
(voir également 
ISO 3166-2:MP
)

US-PR 
Porto Rico
                             
Puerto Rico
                 
(voir également 
ISO 3166-2:PR
)

US-UM 
Îles mineures éloignées des États-Unis
 
U.S. Minor Outlying Islands
 
(voir également 
ISO 3166-2:UM
)

US-VI 
Îles Vierges américaines
               
Virgin Islands of the U.S.
  
(voir également 
ISO 3166-2:VI
)
```